# Challenge de France féminin 2005-2006
La Challenge de France féminin 2005-2006 è stata la 5ª edizione della Coppa di Francia riservata alle squadre femminili. La finale si è svolta ad Aulnat ed è stata vinta per la prima volta nella sua storia dal Montpellier ai calci di rigore contro l'Olympique Lione per 4-3.

## Fase regionale
Le squadre appartenenti ai campionati regionali si sfidano per prime in gare ad eliminazione diretta. 

## Fase federale

### Primo e Secondo turno
Tra il 8 gennaio 2006 ed il 5 febbraio 2006 si aggiungono alle squadre rimanenti dal turno precedente le 20 squadre appartenenti al campionato Division 2 e si sfidano in gare ad eliminazione diretta.

## Sedicesimi di finale
Le gare si sono svolte il 12 febbraio 2006 e si aggiungono alle squadre rimanenti dal turno precedente 11 club del campionato Division 1. Il CNFE Clairefontaine non ha preso parte alla competizione.
| Squadra 1              | Risultato       | Squadra 2              |
| ---------------------- | --------------- | ---------------------- |
| Stade Briochin         | 1 - 2           | Soyaux                 |
| Saint-Étienne          | 1 - 2           | Tolosa                 |
| Le Puy                 | 0 - 7           | Montpellier            |
| Tours                  | 2 - 3           | Paris Saint-Germain    |
| CS Mars Bischheim      | 0 - 3           | Vendenheim             |
| Besançon RC            | 1 - 6           | Olympique Lione        |
| CS Sedan Ardennes      | 0 – 7           | Hénin-Beaumont         |
| Blanc-Mesnil SF        | 0 - 4           | FCF Juvisy             |
| US Gravelines          | 1 - 1 (3-4 dtr) | Compiègne              |
| Espérance de Terves FF | 0 - 5           | La Roche-sur-Yon       |
| Issy                   | 1 - 1 (2-4 dtr) | Saint-Memmie Olympique |
| Condéen                | 3 - 0           | Évreux                 |
| Le Mans                | 2 - 1           | ASF Les Verchers       |
| VGA Saint-Maur         | 3 - 3 (4-2 dtr) | AS Châtenoy-le-Royal   |
| AS muretaine           | 1 - 2           | Claix                  |
| ASPTT Albi             | 3 – 0           | ES Blanquefortaise     |

## Ottavi di finale
Tutte le gare si sono svolte il 2 aprile 2006. 
| Squadra 1              | Risultato       | Squadra 2        |
| ---------------------- | --------------- | ---------------- |
| Montpellier            | 3 - 0           | Soyaux           |
| Olympique Lione        | 2 - 0           | La Roche-sur-Yon |
| Paris Saint-Germain    | 3 - 3 (2-4 dtr) | Tolosa           |
| Vendenheim             | 0 - 2           | FCF Juvisy       |
| Compiègne              | 1 - 2           | Condéen          |
| Hénin-Beaumont         | 4 - 1           | VGA Saint-Maur   |
| Saint-Memmie Olympique | 1 - 4           | Le Mans          |
| Claix                  | 1 - 0           | ASPTT Albi       |

## Quarti di finale
Le gare si sono svolte il 30 aprile 2006.
| Squadra 1       | Risultato | Squadra 2      |
| --------------- | --------- | -------------- |
| FCF Juvisy      | 4 - 0     | Hénin-Beaumont |
| Olympique Lione | 4 - 0     | Claix          |
| Condéen         | 0 - 8     | Montpellier    |
| Le Mans         | 1 - 3     | Tolosa         |

## Semifinali
Le gare si sono svolte il 28 maggio 2006.
| Squadra 1       | Risultato       | Squadra 2   |
| --------------- | --------------- | ----------- |
| FCF Juvisy      | 0 - 1           | Montpellier |
| Olympique Lione | 1 – 1 (4-3 dtr) | Tolosa      |

## Finale
| Arbitro: | Guillemin |

|                                  |                      |                                            |
| Thomis 90’                       | Marcatori            | 58’ Blanc                                  |
| Lepailleur Soyer Abily Bompastor | Tiri di rigore 4 – 3 | Traña Amalfitano Locatelli Dusang Brétigny |